# 莱林 (掸邦)
莱林，另译垒林或雷林，二战缅甸战场中文译作雷列姆或罗列姆，中国地理研究所译作乐勒姆，是缅甸掸邦萊林縣莱林镇区下辖的一个镇，也是莱林镇区的行政中心。

## 教育
此地有一间华文学校——雷林民丰学校。